# Фарнум, Кен
Кеннет Обри (Кен) Фарнум (англ. Kenneth Aubrey (Ken) Farnum; 18 января 1931, Бриджтаун — 4 апреля 2020, Нью-Йорк, Нью-Йорк) — барбадосский и ямайский велогонщик, выступавший на треке. Участник летних Олимпийских игр 1952 года.

## Биография
Кен Фарнум родился 18 января 1931 года в городе Бриджтаун в Британской Вест-Индии (сейчас на Барбадосе).
Восемь раз становился чемпионом Барбадоса в спринте.
В 1952 году, из-за того что у Барбадоса на тот момент не было олимпийского комитета, вошёл в состав сборной Ямайки на летних Олимпийских играх в Хельсинки. В индивидуальном спринте в первом раунде проиграл Франку ле Норману из Франции, а в заезде надежды занял 4-е место. В гите на 1000 метров занял 20-е место, показав результат 1 минута 17,2 секунды и уступив 6,1 секунды завоевавшему золото Расселлу Мокриджу из Австралии. Несмотря на то что Фарнум выступал за Ямайку, Олимпийская ассоциация Барбадоса считает его первым олимпийцем страны.
После Игр перебрался в Нью-Йорк, где работал в коммуникационной сфере и продолжал заниматься велоспортом. В 1955—1957 годах трижды становился чемпионом штата Нью-Йорк.
Умер 4 апреля 2020 года в Нью-Йорке из-за последствий COVID-19.